# Marius Berliet
Pour les articles homonymes, voir Berliet.
Ne pas confondre avec Jean-Baptiste Berlier (1841-1911), ingénieur et inventeur français qui a été un des initiateurs du métro parisien.
Marius Berliet, né le 21 janvier 1866 à Lyon 1er et mort le 17 mai 1949 à Cannes, est le fondateur de la société des Automobiles Marius Berliet, constructeur automobile de voitures et camions jusqu'en 1939 et exclusivement de véhicules industriels à partir de cette date.
Marius Berliet et sa famille appartiennent à la Petite Église de Lyon, groupe de catholiques traditionalistes qui est né de l'opposition au Concordat de 1801.

## Biographie

### Une famille catholique anticoncordataire

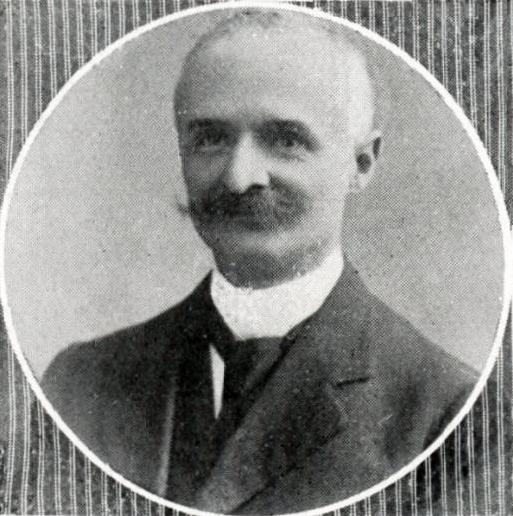
Marius Berliet en 1911.

Marius Maximin François Joseph Berliet est l'aîné d'une fratrie de sept enfants nés de l'union de Joseph-Marie Berliet et Lucie-Philippine Fabre, deux familles qui appartiennent à la Petite Église, groupe de catholiques qui n'ont pas reconnu le concordat signé en 1801 entre Bonaparte et le pape Pie VII.
Il est éduqué selon les principes de la Petite Église : instruction religieuse, rigueur et intégrité, sens de l'effort et de la famille, attitude stricte à l'égard de l'argent - ni gaspillage, ni spéculation.

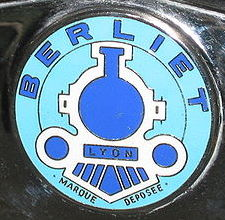
Les premiers emblèmes de Berliet adoptent encore la forme d'une locomotive.

À la Croix-Rousse, le père de Marius crée avec Jacques Bellet, également de la Petite Église, un atelier de tissage de tissu pour coiffes de chapeaux.
Marius fréquente l'école de la Petite Église, entre au lycée Ampère à 13 ans, obtient son certificat d'études, est mis en apprentissage comme ouvrier tisseur et rejoint l'atelier paternel.
Son goût pour la mécanique se révèle tôt. Lecteur assidu de journaux techniques et de vulgarisation scientifique, il se forme par des cours du soir à la Société d'Enseignement professionnel du Rhône (mécanique et anglais) et développe son penchant pour le bricolage mécanique.
Il fait construire sur ses propres plans de nouveaux équipements pour l'atelier, en particulier une machine à découper les rubans qui divise automatiquement le tissu et le prix de revient.
En 1894, il réalise son premier moteur dans un appentis de la propriété familiale et monte sa première voiture en 1895. La voiture no 2, assemblée dans les locaux Berliet & Bellet, 5 rue Magneval sort en mars 1897.
En 1899, il s'installe avec un compagnon 56 rue Sully, dans un atelier de 90 m2 et, à la mort de son père, le 30 août 1899, il confie l'entreprise familiale à ses frères.
En 1900, il aménage un local cinq fois plus grand.
En 1902, il achète l'usine automobile Audibert et Lavirotte dans le quartier de Monplaisir, 250 personnes et 5 000 m2 couverts.
Les 300 voitures produites en 1903 ont bonne réputation : simples, solides, puissantes ; leur notoriété dépasse la région lyonnaise.

### Vie personnelle

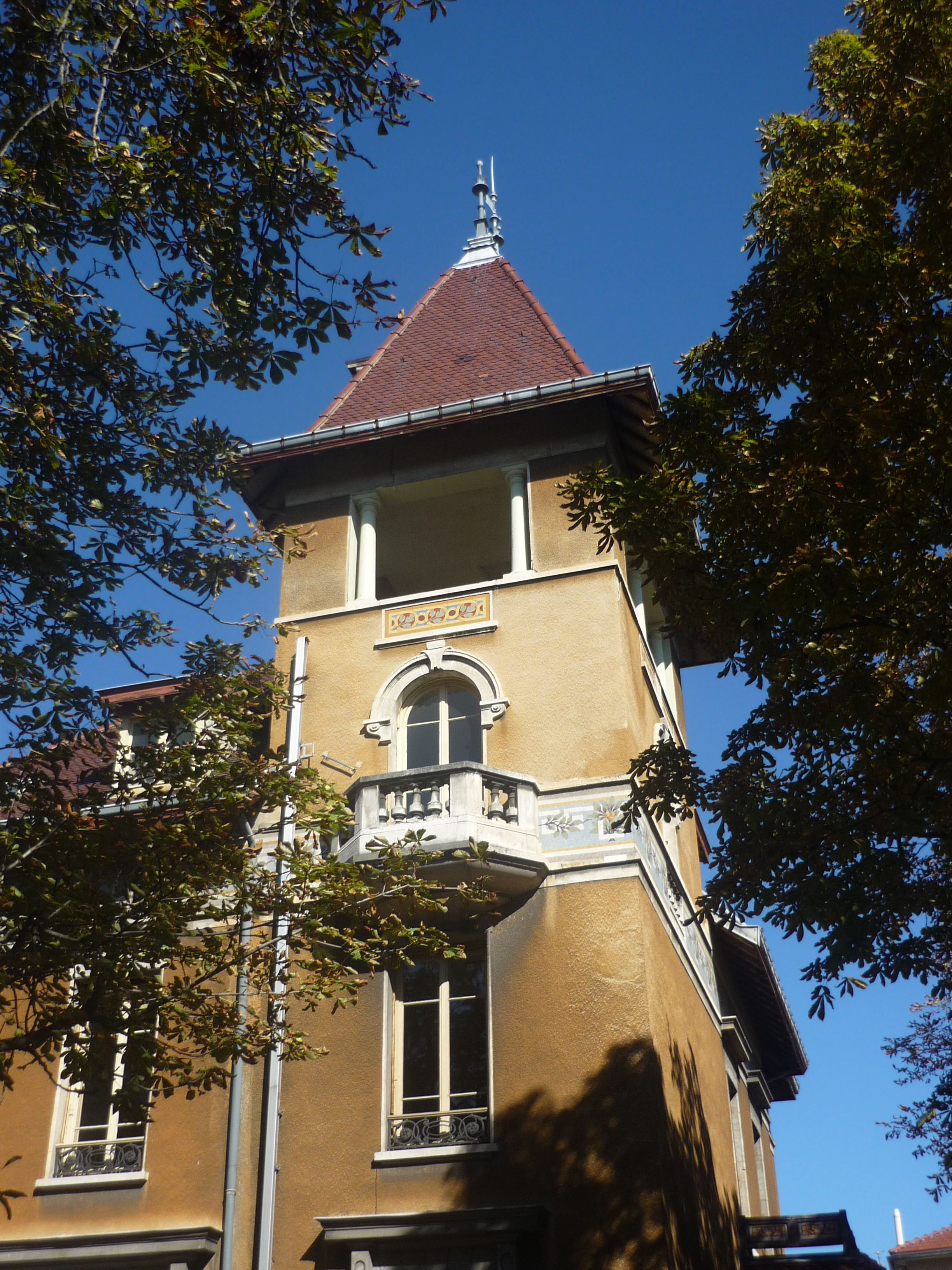
Villa de la famille Berliet.

De taille moyenne, svelte, des yeux bleu gris, Marius est d'un abord réservé. Timide, gêné car il n'a pas reçu une éducation policée, il parle peu, il écoute, observe, apprend, réfléchit et tranche. Son impatience explique une certaine brusquerie.
Il est décrit par ses ouvriers comme « maigre, le dos voûté, les moustaches pendantes, portant la blouse grise et longue ».
Une excellente mémoire, une forte puissance de travail le caractérisent ainsi qu'une sévère discipline de vie.
Autodidacte ouvert et cultivé, il joue du violon sans avoir jamais appris ; il est amateur d'opéra.
Les ouvrages techniques, les écrits de saint Augustin, les œuvres poétiques de Ronsard et Baudelaire font partie de ses lectures.
En 1887, son grand bi Rochet lui sert pour aller à la campagne, il observe la nature qu'il apprécie, il aime la marche en montagne. « C'est en regardant les sapins de Grande-Chartreuse que j'ai appris la mécanique. » dira-t-il plus tard à ses ingénieurs. Il montera régulièrement à cheval.
Il plantera progressivement des milliers d'arbres sur le tènement de Vénissieux dont les surfaces non encore utilisées sur le plan industriel — jusqu'à 200 ha — constitueront la « ferme-modèle Berliet ».
En 1907, il épouse Louise Saunière, (1881-1973), de parents entrepreneurs de plomberie-zinguerie à Paris.
En 1912, le couple et ses deux enfants, Jean (1908-1981) et Simone (1910-1912) s'installent 39, rue Esquirol dans la villa dont la construction débute au printemps 1911 sur les plans de l'architecte lyonnais Paul Bruyas. Entourée d'un jardin de 8 000 m2, elle est située à l'est de Lyon, dans le quartier de Montchat en voie d'urbanisation, à mi-distance de l'usine de Monplaisir et du futur complexe industriel intégré à Vénissieux dont l'industriel nourrit le projet. Trois filles et trois garçons naissent dans cette demeure décorée dans le style Art nouveau par Louis Majorelle et Jacques Gruber : Odette (1913-2013), Yvonne (1914-2021), Henri (1915-2012), Maurice (1915-2008), Paul (1918-2012), Jacqueline née en 1923.

### «J'ai voulu faire une grande œuvre»
Le 1er juillet 1905, American Locomotive Company (ALCO), qui souhaite se diversifier dans l'automobile, signe l'acquisition, pour une durée de trois ans, de la licence de fabrication de la gamme de voitures Berliet moyennant le versement comptant de 500 000 francs or, la fourniture de pièces coulées et forgées, la construction d'une usine dans l'État de Rhode Island et le paiement de royalties.
Marius Berliet transforme cette manne financière en terrains, bâtiments, équipements.
L'usine de Monplaisir couvre sept hectares. La locomotive chasse-buffles devient l'emblème de la marque remplaçant les initiales MB entrelacées, traitées en style Art nouveau.
Pressentant le développement du transport routier de marchandises et collectif de personnes, il réceptionne au service des Mines son premier camion en 1907.
En 1913, 4 000 voitures et camions sortent des usines de Monplaisir qui emploient 3 150 personnes. Cette même année, le camion CBA est réceptionné au service des Mines  pour 3 tonnes (il le sera pour 4 tonnes en 1914) et primé au Concours militaire. Simple, robuste, économique, il est apprécié par l'Armée à laquelle près de 15 000 exemplaires seront livrés pendant le premier conflit mondial et qui notamment composeront plus de la moitié de la noria de camions sur la Voie Sacrée.
Parallèlement, des commandes d'obus sont adressées à Berliet comme aux autres constructeurs automobiles. Pour satisfaire cette demande, Marius construit deux bâtiments à Monplaisir et obtient d'Édouard Herriot, maire de Lyon, l'autorisation d'installer à la halle Tony Garnier le matériel nécessaire à la production d'obus, ce qui permettra de sortir 5 000 obus par jour.
En 1916, il commence la construction de l'usine intégrée à Vénissieux / Saint-Priest sur près de 400 ha. Egerton Banks, ingénieur britannique de 29 ans, responsable de Westinghouse-Europe engagé par Marius Berliet en tant que stagiaire en décembre 1915 et auquel fut confiée l'organisation des nouveaux ateliers, écrit : « Je me rappelle le jour où le grand Patron a annoncé ses intentions à ses plus intimes collaborateurs, leur demandant avec confiance l'effort suprême essentiel pour défendre la Patrie et assurer la victoire. Cela devait être, expliquait-il, notre ŒUVRE. Il ne s'agissait pas de faire intervenir des entrepreneurs du dehors, nous devions dessiner, construire, bâtir, équiper et en même temps PRODUIRE... tout ensemble, par nous-mêmes, sous la direction dynamique du grand chef. Et ainsi, ce fut fait, Vénissieux sortit du sol. Un miracle d'organisation et d'effort personnel... Des difficultés ? Oui, elles surgissaient continuellement mais seulement pour être vaincues. Moments héroïques, période créatrice ! ».
Les châssis-mécaniques CBA sont fabriqués à Monplaisir, le montage de leur carrosserie en bois est effectué au rythme de 40 par jour à Vénissieux. Au deuxième semestre 1918 sortiront 1 025 chars Renault FT. 12 000 personnes travaillent chez Automobiles M. Berliet.
Parallèlement aux installations industrielles, Marius Berliet développe des œuvres sociales : la Crèche, créée en février 1917, est animée par l'épouse de Marius ; la Cité, sur la commune de Saint-Priest, dont la construction qui débute en 1917, comptera 250 familles en 1925 ; la Ferme, qui utilise les terrains de la réserve foncière de Saint-Priest à l'élevage et à la culture céréalière. Une école sera créée, la Cité étant excentrée par rapport à Vénissieux et Saint-Priest.
La pratique des sports est facilitée par la fondation de l'Union Sportive Berliet (USB) et la mise à disposition d'un stade en 1920.
À partir du 3 novembre 1919, le gouvernement autorisant la vente des surplus de l'armée française et des stocks américains, les livraisons et les commandes se tarissent brusquement.

### L'entre-deux-guerres
La chute d'activité contraint Marius Berliet à demander l'application de la loi du 2 juillet 1919, c'est-à-dire le recours au règlement transactionnel prononcé le 21 avril 1921. Le pouvoir est assumé par trois banques, M. Pariset, délégué du Crédit lyonnais étant nommé président du conseil d'administration. Marius Berliet, qui devient administrateur délégué chargé des bureaux d'études et des fabrications, doit renoncer à son droit de vote aux assemblées générales et ne peut rien décider sans autorisation.
Des économies, la diversification des productions, la croissance des ventes à l'exportation contribuent à assainir la situation financière. En 1929, l'ensemble des créanciers est remboursé. Marius reprend le contrôle de ses usines.
Convaincu que le moteur qui fonctionne au gazole est l'avenir du transport routier, il s'engage dans cette voie dès 1930. Durant cette décennie, il continue de fabriquer voitures de tourisme, camions, camionnettes, tracteurs, autobus inter et urbains, engins de voirie, incendie, travaux publics, automotrices, autorails, locotracteurs, trolleybus, voitures et camions tout terrain et armée. Il devient le leader du transport routier en France.
En mars-avril 1934, des dispositions « coordination rail-route » des décrets Dautry freinent l'industrie française de véhicules industriels dont la production décline. En 1936, la France produit 25 000 véhicules contre 28 159 en 1933, l'Allemagne 76 000 contre 13 222, la Grande-Bretagne 104 000 contre 64 377.
Alors que le mouvement de grèves du Front populaire intervient en juin 1936 chez les concurrents automobiles, la grève chez Berliet débute dès le 18 mars 1936, assortie d'un lock-out suivi le 31 mars d'une reprise progressive sous surveillance policière. La grève se termine vers le 18 avril sans négociation avec la CGT. Il est hors de question de traiter avec des délégués accompagnés de personnes politiques ou extérieures à l'entreprise qui puisent leurs revendications dans la théorie des soviets.
En 1939, Marius Berliet arrête la production de voitures de tourisme.

### La décennie 1940
Le 30 septembre 1939, ordre de réquisition des usines Berliet, signé Raoul Dautry, ministre de l'Armement, « tenant compte de ce que, à la date du 26 septembre 1939, aucune mesure n'a été prise pour la mise en route des fabrications de guerre ». À la débâcle, l'industriel retrouve ses usines. Dans le souci de préserver l'emploi - quelque 6 000 personnes - il fabrique les Gazobois qu'il a mis au point entre les deux guerres et qui équipent les véhicules de la zone sud.
Tout en étant en zone libre, Marius Berliet subit les décisions prises par l'armée d'occupation en zone occupée en raison de la succursale-atelier Berliet de Courbevoie considérée sous réquisition au même titre que Renault, Citroën et les autres. À ce titre, le GBK, groupement militaire allemand qui dirige et contrôle l'industrie et le commerce automobile en Allemagne et dans les territoires occupés, relayé pour la France par le comité d'organisation de l'Automobile, accorde des « bons matières » à condition que les produits ou pièces soient livrés à l'occupant.
En juillet 1942, Marius Berliet rédige son testament : « Je stipule expressément que, dès l'instant de mon décès, j'entends que la gérance soit exercée immédiatement par mes quatre fils : Paul, Henri, Jean et Maurice. J'exprime mon intention que le rôle essentiel soit exercé à titre de gérant principal par Paul auquel ses frères doivent faire confiance… dans la pensée de respecter ma mémoire et de continuer mon œuvre. ».
Après la publication, en septembre 1942 de la loi instituant le service du travail obligatoire (STO) et devant les réticences de Berliet à désigner des ouvriers pour partir en Allemagne, les services de la Préfecture établissent une liste de 1 500 noms réduite, à la suite des protestations de l'industriel, à 435 personnes et qui compte deux de ses fils Henri et Maurice.
En 1943, la production baisse à 8 véhicules par jour. En octobre 1943, sur dénonciation anonyme de dissimulation à Vénissieux d'étain et de cuivre, Paul Berliet est interrogé par la Gestapo dont les investigations restent vaines car les métaux sont cachés à Monplaisir.
Les usines de Vénissieux sont bombardées par les Alliés dans la nuit du 1er au 2 mai 1944 anéantissant la Cité Berliet dont les habitants avaient été évacués et endommageant plusieurs bâtiments industriels, la forge et la fonderie étant inutilisables.
La production de véhicules Berliet a décliné entre 1940 et 1944 : 6 416 en 1940, 3 098 en 1941, 2 378 en 1942, 1 528 en 1943, 996 en 1944.
Du 1er octobre 1940 au 31 juillet 1944, l'industrie française a livré 116 917 véhicules aux autorités allemandes et 20 771 au secteur civil français :
- Renault : 32 877 véhicules soit 28,11 % à l'armée allemande, 1 697, soit 8,17 % au secteur civil ;
- Citroën : 32 248 véhicules soit 27,58 % à l'armée allemande, 2 052, soit 9,87 % au secteur civil ;
- Peugeot : 22 658 véhicules soit 19,37 % à l'armée allemande, 3 309, soit 15,43 % au secteur civil ;
- Ford : 10 620 véhicules soit 9,08 % à l'armée allemande, 2 405, soit 11,57 % au secteur civil ;
- Berliet : 2 389 véhicules soit 2,04 % à l'armée allemande, 6 548, soit 31,52 % au secteur civil[45].

À la libération de Lyon, Marius Berliet, sur décision du commissaire de la République Yves Farge, est arrêté le 4 septembre 1944. À la prison Montluc, il échappe à une exécution sauvage grâce à un délégué de la Croix-rouge.
Le lendemain, le commissaire de la République place sous séquestre les usines Berliet et nomme Marcel Mosnier administrateur séquestre appliquant la loi du 10 septembre 1940.
Constatant que Marius Berliet avait réparti les actions d'Automobiles M. Berliet entre ses sept enfants depuis 1942, le Commissaire de la République fait incarcérer les quatre fils, Jean, Henri, Maurice et Paul. « On était à 100 km de penser que nous étions devant une révolution marxiste » confiera Paul Berliet à l'historien Renaud de Rochebrune.
Maurice et Henri, après quelques mois de prison, renvoyés devant la chambre civique, retrouveront la liberté en janvier et avril 1946.
Marius, transféré à l'hôpital de l'Antiquaille, puis à l'infirmerie Saint-Joseph, est opéré de la prostate le 5 février 1945. Il subira son premier interrogatoire le 20 juillet 1945 et cinq autres suivront.
Le procès qui débute le 3 juin et dure six jours se déroule dans un climat passionnel et médiatique défavorable. À titre d'exemple, des photos censées prouver que Berliet avait fabriqué des automitrailleuses pour les Allemands représentaient en fait des véhicules militaires destinés aux Polonais en 1934. Son procès n'évoque pas l'appui apporté à l'agence de presse Inter-France.
Le 8 juin 1946, le jury estimant que les prévenus (Marius, ses fils Jean et Paul) étaient « coupables d'avoir sciemment accompli un ou plusieurs actes de nature à nuire à la défense nationale », le Président rend le verdict suivant : Marius est condamné à deux ans de prison, à la confiscation de tous les biens présents et à venir, à l'interdiction de séjour dans les départements de la Seine, Seine et Oise, Rhône et départements limitrophes. Il est également condamné à l'indignité nationale. Compte tenu de son état de santé après plusieurs interventions chirurgicales et de l'aggravation de sa maladie cardiovasculaire, la cour de justice commue sa peine de prison en assignation à résidence surveillée et sous surveillance médicale judiciaire à Cannes.
Le lutteur exilé et malade reste pugnace. Entre 1946 et 1949, date de sa mort, il rédige des centaines de lettres, tracts et brochures La Vérité sur l'affaire Berliet, Expérience soviétique chez Berliet qu'il expédie à des personnalités de l'administration, de la politique, du milieu des affaires.
La conviction de la justesse de sa cause est renforcée par une déclaration du Général de Gaulle du 12 novembre 1947 : « Il n'y a aucune loi qui prévoit que certaines nationalisations doivent se perpétuer. Pour ma part, je ne vois aucune raison pour que le régime absurde qualifié d'expérience Berliet continue pour cette usine ».
À son fils Paul sorti de prison en 1948, il écrit : « Tu dois te préparer sérieusement de prendre en main la direction des usines désorganisées par des démagogues… Quant à la décision du Conseil d'État, sa teneur ne fait aucun doute. C'est la restitution pure et simple des usines qui nous ont été volées par une bande de partisans sans mandat judiciaire. ».
Au début de l'année 1949, Marius Berliet subit une nouvelle intervention chirurgicale et s'éteint à Cannes le 17 mai 1949.
Chez Automobiles M. Berliet, après le décret de séquestre signé par Yves Farge, la composition du Comité de gestion nommé par Marcel Mosnier étant approuvée par le préfet, l'usine tourne sans patron. Le Comité crée des organismes qui constituent un quadrillage syndical jusqu'au niveau des sections d'ateliers, le comité central d'entreprise, le comité social, les comités des bâtiments, des assemblées périodiques de compte-rendu. Cet organigramme est parallèle à la hiérarchie technique.
La plus grande expérience de gestion ouvrière de l'après-guerre se déroule alors que l'union est le mot d'ordre constamment répété.
Mais dès 1945, le groupe qui entraîne l'expérience et où les communistes sont en majorité se détache progressivement de la masse indifférente.
Après le procès des dirigeants Berliet et avant l'assemblée des actionnaires, Marcel Paul, communiste, ministre de la production industrielle, signe un arrêté nommant Marcel Mosnier administrateur provisoire lui conférant les pouvoirs de gestion les plus étendus.
Tandis que les actionnaires formulent un recours pour excès de pouvoir devant le Conseil d'État, pour beaucoup, l'entreprise est devenue une base communiste. Ne pouvant supporter l'autoritarisme de l'appareil de direction, les ingénieurs, cadres et techniciens se mettent en grève le 5 novembre 1947. Depuis le 4 mai 1947, les communistes ne font plus partie du gouvernement. Le nouveau ministre de la production industrielle, le socialiste Robert Lacoste prend un arrêté le 10 décembre 1947 mettant fin aux fonctions du communiste Marcel Mosnier et nommant Henry Ansay, son directeur de cabinet administrateur provisoire.
Avec l'éviction de Marcel Mosnier, l'expérience Berliet tourne une page. Une politique de normalisation liquide les organismes créés par la première administration séquestre.
Pendant les années 1948 et 1949, une bataille parlementaire s'est engagée autour du projet de nationalisation de Berliet. Pas moins de vingt projets ont été déposés.
Le 22 juillet 1949, le Conseil d'État déclare entaché d'excès de pouvoir l'arrêté du 1er août 1946 nommant Marcel Mosnier administrateur provisoire. Après diverses péripéties juridiques, le Conseil d'État, le 28 décembre 1949, en référence à l'ordonnance du 19 octobre 1944 qui précise que « les décisions des commissaires régionaux de la République ou des préfets pourront faire l'objet d'un recours pour excès de pouvoir », restitue les usines à la famille Berliet.

### Postérité
Il existe une rue Marius-Berliet dans le 8e arrondissement de Lyon, antérieurement fragment de la route d'Heyrieux. L'hôtel de police qui y est situé (au numéro 40) est fréquemment appelé « commissariat Marius-Berliet » par la presse.

## Distinctions
- Chevalier de la Légion d'honneur en 1911, insigne remis par le maire de Lyon, Édouard Herriot, le 9 décembre 1911[69].